# 1055
1055 (MLV) fue un año común comenzado en domingo del calendario juliano.

## Acontecimientos
- Iglesia católica: Víctor II es elegido papa.
- Mundo islámico: los selyúcidas toman Bagdad.
- España cristiana: Diego Flaínez, padre del Cid conquista a Navarra para Castilla los castillos  de La Piedra y de Úrbel del Castillo que cerraban el paso a través del valle del alto Úrbel.

## Fallecimientos
- Idris II, rey de la taifa de Málaga.
- 11 de enero - Constantino IX, emperador bizantino.